# Platygaster narendrani
Platygaster narendrani är en stekelart som beskrevs av Ushakumari 2004. Platygaster narendrani ingår i släktet Platygaster och familjen gallmyggesteklar. Inga underarter finns listade i Catalogue of Life.